# Aconitum rockii
Aconitum rockii là một loài thực vật có hoa trong họ Mao lương. Loài này được H.R.Fletcher & Lauener mô tả khoa học đầu tiên năm 1950.